# Għargħur
Għargħur [ɐːˈrɔʊr] (oder Ħal Għargħur) ist eine der ältesten und kleinsten Städte Maltas. Għargħur liegt auf einem Hügel zwischen zwei Tälern im Nordosten der Insel und hat 2922 Einwohner (Stand 31. Dezember 2020). Sein Wappen besteht aus einem roten Stern und einem roten Dreieck auf einem silbernen Schild mit dem Motto Excelsior. Dieses Motto zeigt an, dass die Stadt geografisch auf einem der höheren Punkte Maltas liegt.
Għargħur war eine ländliche Gemeinde in einer Gegend, die nicht allzu fruchtbaren Boden besaß und in der steter Wassermangel herrschte. Die Hauptsehenswürdigkeit der Stadt ist die Pfarrkirche, die dem hl. Bartholomäus geweiht ist. Das Innere besitzt eine dorische Aufteilung, aber die  Fassade ist im Barock entstanden. Die ursprüngliche Fassade wurde zerstört und 1743 wieder aufgebaut. Die Kirche selbst wurde zwischen 1610 und 1638 vom maltesischen Architekten Tumas Dingli erstellt.
Unter ihren Schätzen findet sich auch eine hölzerne Statue des hl. Bartholomäus, die in Rom geschnitzt wurde und dem maltesischen Künstler Melchiore Gafà zugeschrieben wird. Sie entstand ca. 1666 und man nimmt an, dass sie das Vorbild für ein ähnliches Standbild in der Laterankirche in Rom war. Sie wurde 1772 erworben. 1912 wurde sie restauriert. 2005 restaurierte man die Statue erneut und dazu auch deren Nische.
Die nach der Königin Victoria benannten Victoria Lines, die die Insel von Ost nach West teilen, laufen auch durch diesen Ort. Man findet auch andere Befestigungen. In Għargħur ist der größte Teil der Telefon-Infrastruktur Maltas untergebracht.
Vor der Installation der Radaranlagen gab es in Għargħur eine konkave Wand, mit deren Hilfe man während des Zweiten Weltkriegs aus Italien einfliegende Flugzeuge ortete. Dieses Bauwerk nennen die Einwohner "il-Widna" (dt.: das Ohr). Nach Għargħur wurden während des Krieges viele Flüchtlinge aus dem Gebiet um den Großen Hafen evakuiert. Sie suchten Schutz vor den ständigen Bombenangriffen der Achsenmächte.  Die öffentliche Schule wurde als Flüchtlingsunterkunft genutzt.
Das Hauptereignis im Jahreskreis ist das Stadtfest, das am 24. August – oder wenn dieser nicht auf einen Sonntag fällt, am letzten Sonntag im August – gefeiert wird. Die Statue des Heiligen wird auf den Schultern entlang den beleuchteten Straßen getragen und von Musikkapellen begleitet. Ein farbenfrohes Feuerwerk setzt den Schlusspunkt des Stadtfestes.
In letzter Zeit ist eine Diskussion über den tatsächlichen Namen der Stadt aufgekommen – ob es nun Gargur oder Ħal-Għargħur heißt. Der ursprüngliche Name war Ħal-Għargħur. Ħal ist hierbei eine alte Abkürzung für Raħal (dt.: Dorf, kleine Stadt). Għargħur ist vermutlich von Gregorio abgeleitet, da die Stadt Mitte des 15. Jahrhunderts Casal Gregorio hieß. Die aktuelle Aussprache ist eventuell auf den Einfluss der britischen Besatzung (1800–1964) zurückzuführen. Es ist auch möglich, dass sich der Name Gregorio im Prozess der Italienisierung, den die maltesische Sprache durchmachte, verschliff. Ähnliche Beispiele finden sich bei den Namen Żurrieq, der in früheren Dokumenten als Zurico erschien und Naxxar, den man Nascario nannte. Vermutlich leitet sich der Name Għargħur vom Għargħar (Sandarakbaum, Tetraclinis articulata), dem maltesischen Nationalbaum, ab.